# Karen Persyn
Karen Persyn (ur. 31 marca 1983 w Rumst) – belgijska narciarka alpejska, uczestniczka Zimowych Igrzysk Olimpijskich 2010.

## Kariera
Pierwszy raz na arenie międzynarodowej pojawiła się 5 stycznia 1999 roku we francuskim Flaine w zawodach FIS Race, gdzie w zjeździe zajęła 16. miejsce. Debiut w Pucharze Świata zaliczyła 27 października 2001 roku w gigancie w Soelden. Nie ukończyła tam jednak pierwszego przejazdu. Pierwsze pucharowe punkty zdobyła w Mariborze 25 stycznia 2004 roku w slalomie, zajmując 28. pozycję. Punkty zdobyła jeszcze tylko raz, także w Mariborze, 11 stycznia 2009 roku, kiedy to w slalomie zajęła 16. lokatę. Czterokrotnie startowała na mistrzostwach świata juniorów. Najlepszy wynik osiągnęła w 2003 roku na mistrzostwach w regionie Briançonnais, gdzie w slalomie uplasowała się na 12. pozycji.
Persyn aż ośmiokrotnie startowała na mistrzostwach świata. Podobnie jak w juniorskich rozgrywkach, najlepiej zaprezentowała się na terenie Francji, a dokładnie w Val d’Isère na Mistrzostwach Świata 2009. W slalomie tam zajęła 21. miejsce. Wystąpiła w slalomie na Zimowych Igrzyskach Olimpijskich 2010 w Vancouver.

## Osiągnięcia

### Igrzyska olimpijskie
| Miejsce | Dzień     | Rok  | Miejscowość | Konkurencja | Czas biegu  | Strata  | Zwyciężczyni      |
| ------- | --------- | ---- | ----------- | ----------- | ----------- | ------- | ----------------- |
| 27.     | 26 lutego | 2010 | Vancouver   | Slalom      | 1:47,96 min | +5,07 s | Maria Höfl-Riesch |

### Mistrzostwa świata
| Miejsce | Dzień     | Rok  | Miejscowość            | Konkurencja | Czas biegu  | Strata   | Zwyciężczyni      |
| ------- | --------- | ---- | ---------------------- | ----------- | ----------- | -------- | ----------------- |
| 35.     | 7 lutego  | 2001 | St. Anton am Arlberg   | Slalom      | 1:52,82 min | +19,87 s | Anja Pärson       |
| DNF1    | 9 lutego  | 2001 | St. Anton am Arlberg   | Gigant      | -           | -        | Sonja Nef         |
| 43.     | 13 lutego | 2003 | Sankt Moritz           | Gigant      | 2:44,67 min | +13,70 s | Anja Pärson       |
| 35.     | 15 lutego | 2003 | Sankt Moritz           | Slalom      | 1:47,71 min | +8,16 s  | Janica Kostelić   |
| DNF2    | 11 lutego | 2005 | Santa Caterina         | Slalom      | -           | -        | Janica Kostelić   |
| 29.     | 16 lutego | 2007 | Åre                    | Slalom      | 1:48,88 min | +4,97 s  | Šárka Strachová   |
| 21.     | 14 lutego | 2009 | Val d’Isère            | Slalom      | 1:57,56 min | +5,76 s  | Maria Höfl-Riesch |
| DNF1    | 19 lutego | 2011 | Garmisch-Partenkirchen | Slalom      | -           | -        | Marlies Schild    |
| DNF1    | 16 lutego | 2013 | Schladming             | Slalom      | -           | -        | Mikaela Shiffrin  |
| 31.     | 14 lutego | 2015 | Vail / Beaver Creek    | Slalom      | 1:45,18 min | +6,70 s  | Mikaela Shiffrin  |

### Mistrzostwa świata juniorów
| Miejsce | Dzień     | Rok  | Miejscowość  | Konkurencja | Czas biegu  | Strata   | Zwyciężczyni            |
| ------- | --------- | ---- | ------------ | ----------- | ----------- | -------- | ----------------------- |
| 51.     | 21 lutego | 2000 | Quebec       | Zjazd       | 1:19,92 min | +6,45 s  | Fränzi Aufdenblatten    |
| DNF1    | 22 lutego | 2000 | Quebec       | Supergigant | -           | -        | Kathrin Wilhelm         |
| 51.     | 25 lutego | 2000 | Quebec       | Gigaant     | 2:08,74 min | +13,66 s | Anja Pärson             |
| 40.     | 26 lutego | 2000 | Quebec       | Slalom      | 2:10,32 min | +19,53 s | Anja Pärson             |
| 45.     | 10 lutego | 2001 | Verbier      | Gigant      | 2:28,17 min | +11,86 s | Fränzi Aufdenblatten    |
| DNF1    | 10 lutego | 2001 | Verbier      | Slalom      | -           | -        | Christine Sponring      |
| 36.     | 28 lutego | 2002 | Tarvisio     | Supergigant | 1:34,63 min | +7,09 s  | Maria Höfl-Riesch       |
| 20.     | 1 marca   | 2002 | Tarvisio     | Slalom      | 1:39,76 min | +3,22 s  | Veronika Velez-Zuzulová |
| 30.     | 3 marca   | 2002 | Tarvisio     | Gigant      | 1:57,45 min | +5,30 s  | Julia Mancuso           |
| 43.     | 5 marca   | 2003 | Briançonnais | Supergigant | 1:27,38 min | +7,36 s  | Julia Mancuso           |
| 12.     | 7 marca   | 2003 | Briançonnais | Slalom      | 1:42,40 min | +3,87 s  | Michaela Kirchgasser    |
| 49.     | 8 marca   | 2003 | Briançonnais | Gigant      | 2:16,23 min | +10,53 s | Jessica Lindell-Vikarby |

### Puchar Świata

#### Miejsca w klasyfikacji generalnej
- sezon 2003/2004: 118.
- sezon 2008/2009: 105.

#### Miejsca na podium w zawodach
Persyn nigdy nie stała na podium zawodów PŚ.